# Chizzola
Chizzola község Olaszországban, Trento megyében, Trentino-Alto Adige régióban.

## Fekvése
Alától északra fekvő település.

## Leírása
Chizzola egy 161 m magasságban fekvő üdülőhely. A 2011. évi adatok szerint a falu lakossága 558 fő volt.
1. ↑  http://dawinci.istat.it/daWinci/jsp/MD/dawinciMD.jsp?a1=m0GG0c0I0&a2=mG0Y8048f8&n=1UH90T07RO5&v=1UH07B07RO50000